# Rosemar Coelho Neto
Rosemar Maria Coelho Neto, brazilska atletinja, * 2. januar 1977, Miracatu, Brazilija.
Nastopila je na olimpijskih igrah v letih 2004 in 2008, ko je osvojila bronasto medaljo v štafeti 4×100 m, v teku na 100 m se je uvrstila v četrtfinale.